# Гидроподжимная муфта
Гидроподжимная муфта — фрикционная многодисковая муфта с переключением, сжатие пакета дисков которой происходит посредством встроенного в муфту гидроцилиндра с О-образным поршнем. По классификации механических муфт — асинхронная управляемая муфта с механической связью. Основное применение — управляющие элементы коробок передач переключаемых под нагрузкой, применяющихся на различной колёсной и гусеничной технике от легковых машин до тяжёлых танков.

## Устройство
Основные части гидроподжимной муфты трактора Т-150К:
- Ведущий внутренний барабан с шестерней.
- Ведомый внешний барабан.
- Ведущие диски.
- Ведомые диски.
- Нажимной диск (поршень).
- Отжимные пружины.

## Принцип действия
Принцип действия гидроподжимной муфты основан на передаче крутящего момента за счёт сил трения, которые возникают при сжатии пакета ведущих (связаны с ведущим барабаном), и ведомых (жёстко связаны с шестернёй или валом) дисков, входящих в состав любой гидроподжимной муфты.
Простая гидроподжимная муфта представляет собой вал, связанный с помощью шлицев с ведущим барабаном, в расточенной полости которого свободно перемещается поршень. В барабане имеются вырезы, в которые входят своими выступами ведущие диски. Обычно дисков несколько, и их принято называть «пакет дисков». Между ведущими дисками, жёстко связанными с барабаном, расположены ведомые диски, которые, в свою очередь, связаны с ведомой шестернёй, которая свободно вращается на том же валу, что и барабан, и входит в зацепление с шестернёй вторичного вала, которому передаётся крутящий момент. В выключенном состоянии поршень не воздействует на пакет дисков, поэтому крутящий момент не передаётся на ведомую шестерню. Когда в полость поступает масло, поршень перемещается, сжимая ведущие и ведомые диски с большой силой. За счёт возникающих сил трения между ведущими и ведомыми дисками вращение передаётся ведомой шестерне. Для выключения гидроподжимной муфты достаточно соединить канал нагнетания масла с каналом слива. Под воздействием возвратных пружин поршень перемещается в исходное положение, выдавливая рабочую жидкость в канал слива, пакет дисков разжимается, и передача крутящего момента прекращается. Коробка передач с гидроподжимными муфтами (на примере Т-150К) имеет довольно сложное устройство. Так, коробка имеет собственную гидросистему, которая приводится насосом, напрямую связанным с двигателем, посредством горизонтального и вертикального валов, систему перебросных клапанов, распределитель, гидроаккумулятор, радиатор охлаждения масла. Горизонтальный вал проходит внутри полости первичного вала коробки передач и с помощью шлицев жёстко связан с маховиком двигателя. Горизонтальный вал выходит в раздаточную коробку, и с помощью шестерён с угловым расположением зубьев передаёт вращение вертикальному валу, который приводит во вращение гидронасос, расположенный в нижней части корпуса раздаточной коробки.